# Spomenka
Spomenka je žensko osebno ime.

## Izvor imena
Ime Spomenka je južnoslovansko ime, ki je k nam prišlo s hrvaškega ali srbskega jezikovnega področja. Ime razlagajo kot tvorjenko na -ka iz imena Spomena. Ime Spomena se razlaga iz besede spomen v pomenu »spomin«. Ime pa se lahko razlaga tudi iz hrvaške ali srbske besede  za rožo spomenak v pomenu »spominčica«.

## Različice imena
- ženska različica imena: Spominka
- moška različica imena: Spomenko

## Pogostost imena
Po podatkih Statističnega urada Republike Slovenije je bilo na dan 31. decembra 2007 v Sloveniji število ženskih oseb z imenom Spomenka: 96..

## Osebni praznik
Ime Spomenka bi koledarsko lahko uvrstili k imenom Cvetka, Flora, Lilijana, Suzana in Roza.